# Academia Naval del Líbano
La Academia Naval del Ejército Libanés (en idioma árabe: مدرسة القوات البحرية اللبنانية) forma parte de la Armada libanesa. La academia naval está ubicada en la base naval de Joünié, en el Distrito de Keserwan, y es responsable de la educación básica fundamental de los estudiantes y futuros oficiales y suboficiales, en los campos de los estudios navales, militares, científicos y de cultura general.

## Historia
La Academia naval del Líbano, fue fundada en 1972, y su misión era organizar las diversas oficinas educativas dedicadas al conocimiento naval. Desde principios de los años 1990, los programas de la academia naval se han desarrollado y han aumentado en tamaño, dando lugar así a la impartición de varios cursos de formación como el curso de salvamento marítimo, un curso de formación de oficiales navales, cursos de buceo y criptografía, un curso de navegación marítima, un curso de idiomas, un curso de formación sobre el uso del radar y otros.
Antes del año 2003, los estudiantes navales solían estudiar en el extranjero, sin embargo, la escuela comenzó a recibir estudiantes para estudiar sus cursos a nivel nacional. Sin embargo, algunos estudiantes son enviados al extranjero para continuar con sus estudios.

## Organización y estructura
La Academia Naval del Líbano está organizada de la siguiente manera:
- Comando de la Academia.
- Compañía del Estado Mayor.
- Alumnos, oficiales y suboficiales.

## Sistema académico
Los estudiantes voluntarios y aspirantes a oficiales navales, estudian un año en la Academia militar del Líbano, donde aprenden las diferentes ciencias militares, para luego regresar a la Academia naval, para estudiar una especialización naval que dura dos años. Después de ello, los estudiantes se gradúan en la Academia militar.
El sistema para los suboficiales es similar, ya que un suboficial estudia un año en el Instituto de Enseñanza, y posteriormente regresa a la Academia naval para estudiar dos años de especialización naval. Después del primer año, los estudiantes deben elegir entre diferentes especialidades:
- Técnico de maniobras navales.
- Técnico mecánico naval.
- Técnico electricista naval.

## Criterios de admisión
La academia acepta sólo a 10 estudiantes por año, ya que la capacidad de la escuela es de 150 alumnos, y hasta 2007, sólo se habían graduado 21 oficiales y 10 suboficiales. La Academia naval sigue los mismos criterios de admisión que la Academia Militar y el Instituto de Enseñanza del Líbano, ya que los estudiantes navales deben estudiar el primer año del curso en esas academias de acuerdo con su rango.

## Entrenamiento
El entrenamiento incluye la navegación, las maniobras navales, el monitoreo aéreo, la oceanografía y la señalización naval, además de un largo entrenamiento de navegación marítima (por un período de aproximadamente 10 días) fuera de las aguas libanesas. Los estudiantes también aprenden el protocolo naval certificado, las leyes navales y las precauciones en materia de seguridad que deben seguir en alta mar.
Además, algunos de los cursos principales que estudian los estudiantes incluyen matemáticas, computación, mecánica e ingeniería, mientras que los estudiantes de tercer año se entrenan en buques navales durante un período de un mes.
En el caso de los suboficiales, se pone más énfasis en las materias científicas y técnicas, además de las ciencias militares, las ciencias de la salud, el derecho internacional público, el derecho internacional humanitario, los conocimientos generales, junto con el Idioma francés y el idioma inglés.

## Módulos de entrenamiento
Además de la formación básica, la academia naval ofrece una formación vocacional a sus oficiales, suboficiales y soldados a través de módulos de formación y entrenamiento. Tras completar con éxito estos módulos, la academia emitirá certificados de competencias. La siguiente es una lista de certificados otorgados por la Academia naval del Líbano, para el personal alistado.
| Certificado en USA                      | Certificado en Francia                          | Certificación civil y aprobación                                                                                              |
| --------------------------------------- | ----------------------------------------------- | --- |
| Operador de embarcación del ejército    | Navegante, contramaestre y gendarmería marítima | Oficial a cargo de la guardia de navegación para buque de menos de 500 toneladas. Capitán de buque de menos de 500 toneladas. |
| Asistente de Navegación (Marina de USA) | Navegador, timonel y gendarmería marítima       | Marineros de cubierta de primera clase                                                                                        |
| Mecánico técnico                        | Técnico de mantenimiento naval y mecánico       | Maquinaria de marinero de primera clase en espacios de maquinaria supervisada                                                 |
| Técnico en electrónica                  | Técnico de mantenimiento naval y electricidad   | Técnico electricista marino                                                                                                   |
| Buzo de la Armada                       | Buzo naval (categoría B o C)                    | Técnico de buceo submarino |
| Instructor de buceo hasta 40 metros     | Monitor de buceo hasta 40 metros                | Instructor de buceo hasta 40 metros                                                                                           |

## Maestros, profesores, monitores e instructores
Los profesores de la academia son principalmente oficiales de la Marina según su especialización, además de oficiales de las fuerzas terrestres para las asignaturas relacionadas con la infantería, artillería y blindados; sin embargo, cuando se trata de las asignaturas relacionadas con la cultura general y las ciencias, los profesores universitarios son los que imparten las asignaturas.
Además, los profesores del Centro Cultural Francés son los responsables de la enseñanza de los cursos del idioma francés. 
La academia naval organiza ocasionalmente talleres a cargo de oficiales extranjeros, a estos talleres suelen asistir los oficiales y soldados de la Armada libanesa, además de personal de los Navy SEAL.